# 勒东容
勒东容（法語：Le Donjon，法語發音：[lə dɔ̃ʒɔ̃]）是法国阿列省的一个市镇，位于该省东部，属于维希区。

## 地理
勒东容（46°21'2"N, 3°47'34"E）面积37.02 平方千米，位于法国奥弗涅-罗讷-阿尔卑斯大区阿列省，该省份为法国中部省份，北起涅夫勒省、西北接谢尔省，西南至克勒兹省，南至多姆山省，东南临卢瓦尔省，东临索恩-卢瓦尔省。
与勒东容接壤的市镇（或旧市镇、城区）包括：贝尔、勒纳、列尔诺勒、洛德、蒙孔布鲁莱米讷、讷伊昂东容、圣迪迪耶昂东容。

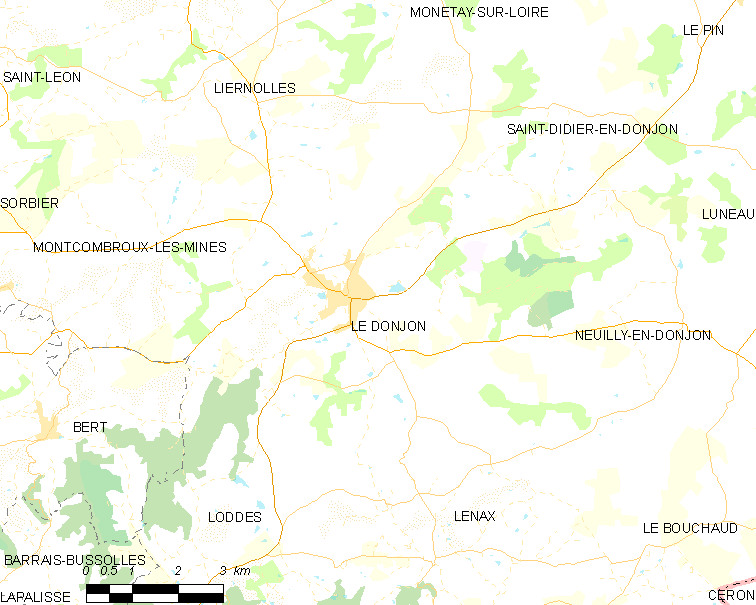
勒东容的OSM定位图

勒东容的时区为UTC+01:00、UTC+02:00（夏令时）。

## 行政
勒东容的邮政编码为03130，INSEE市镇编码为03103。

## 政治
勒东容所属的省级选区为贝布尔河畔栋皮埃尔县。

## 人口

1962-2008年间勒东容人口变化图示

勒东容于2022年1月1日时的人口数量为1011人。